# 老龙口酒
老龙口酒又称老龙口白酒，是沈阳出产的一种白酒，源于1662年春， 山西富商孟子敬在其表兄张乐山的帮助下，于沈阳小东门外买地创建的“义龙泉烧锅」，其后于1752年改为“德龙泉烧锅”，再于1871年又改为“万隆泉烧锅」；但沈阳乃满清旧都盛京而称为龙城，东门乃龙城之口而得御封之名“老龙口”，所以尽管酒坊名称更换，但民间一直称其为“老龙口酒坊”。1949年3月1日当局通过专卖局购买“万隆泉烧锅」全部资产，成立沈阳特别市专买局老龙口制酒厂，其产品也随之被民众称为老龙口酒，但销路多在当地。1990年代因市场和体制等问题酒厂几近停产，便于2000年10月和新加坡T&C公司联营，组建沈阳天江老龙口酿酒有限公司，为中国大陆第一家白酒合资企业；在获外商注资后虽一度复产，并将销路扩至华南，其酿造工艺又被收入国家级非物质文化遗产，2017年5月22日被已转为民企的八王寺汽水生产厂家收购成为民企。